# Rosalie (Dominica)
Rosalie è un centro abitato della Dominica, capoluogo della parrocchia di Saint David.